# Reed Smith
Reed Smith ist eine weltweit tätige Anwaltskanzlei in der Rechtsform einer LLP. Im Jahr 2018 erzielte sie einen Gesamtumsatz von 1,2 Milliarden US-Dollar und zählt zu den umsatzstärksten Kanzleien weltweit.
In Deutschland ist Reed Smith mit Büros in München und, seit 2015, auch in Frankfurt am Main vertreten.

## Geschichte
Reed Smith wurde 1877 von Philander C. Knox und James H. Reed in Pittsburgh gegründet. Die beiden Partner gingen bald eine Geschäftsbeziehung mit dem amerikanischen Milliardär und US-Steel-Gründer Andrew Carnegie ein, der den Grundstein weiterer Unternehmensbeziehungen legte. 1922 nahm die Kanzlei nach dem Eintritt weiterer Partner den Namen Reed Smith Shaw & McClay an, bis er im Rahmen eines Rebrandings Anfang der 2000er-Jahre gekürzt wurde.
Während der New-Deal-Ära baute Reed Smith eine Wertpapierpraxis auf und ihr Partner Ralph H. Demmler wurde Vorsitzender der Securities and Exchange Commission. Seit 1970  beschäftigt sich die Kanzlei zudem mit einer Reihe von strategischen Fusionen und Übernahmen sowie neuen Büros, um zu einer der größten Anwaltskanzleien der Welt heranzuwachsen. Nach zahlreichen Fusionen und Erweiterungen innerhalb der Vereinigten Staaten wurde die Sozietät 2001 transatlantisch und eröffnete vier Jahre später Büros in Paris und München, später Bürogründungen in Frankreich, Griechenland, dem Mittleren Osten und Hongkong.
Reed Smith stellt heute insbesondere auf ihre hervorgehobene Nähe zur Industrie innerhalb der führenden Wirtschaftskanzleien ab und gibt an, 13 von 15 der weltweit führenden öffentlichen- und Privatbanken, 25 der 35 global größten Öl- und Gasunternehmen sowie die drei weltgrößten Pharma- und Großhandelsunternehmen zu vertreten. Einen besonderen Schwerpunkt legt die aus der Hafenstadt Pittsburgh stammende Sozietät auf ihre Reederei-Praxisgruppe.

## Ausgewählte Mandate
Reed Smith wurde u. a. in folgenden Fällen tätig:
- Verteidigung des russischen Unternehmens Concord im Zusammenhang mit angeblicher Einmischung in die Präsidentschaftswahl in den Vereinigten Staaten 2016,[5]
- Verteidigung des South Fork Fishing and Hunting Club nach dem Bruch der South Fork-Talsperre mit  über 2.000 Toten,
- Verteidigung des Rappers 50 Cent in einer Reihe von Urheberrechtsstreitigkeiten,
- Verteidigung von Nintendo gegen eine Reihe von Patentstreitigkeiten von Motion Games,[6]
- Beratung der Deutschen Bank beim Verkauf eines milliardenschweren Schiffskredite-Portfolios,[7]
- Wettbewerbsfreigabe in den Vereinigten Staaten und der EU für die Übernahme der führenden Hongkonger Reederei OOCL durch chinesische Konkurrentin COSCO mit dem Entstehen einer der global stärksten Schifffahrtsgesellschaften,[8]
- Beratung von Toyota bei der Sicherung von Kreditfinanzierungen im zweistelligen Milliardenbereich.[9]

## Standorte
Reed Smith unterhält Büros an folgenden Standorten: Abu Dhabi, Athen, Austin, Century City, Chicago, Dallas, Dubai Frankfurt am Main, Hongkong, Houston, Kazakhstan, London, Los Angeles, Miami, München, New York City, Paris, Peking, Philadelphia, Pittsburgh, Princeton, Richmond, San Francisco, Shanghai, Silicon Valley, Singapour, Tysons, Washington, D.C. und Wilmington. In Pittsburgh hat die Kanzlei zudem eine globale Unterstützungseinheit eingerichtet.